# Epitranus incensitus
Epitranus incensitus är en stekelart som beskrevs av Wallace A. Steffan 1957. Epitranus incensitus ingår i släktet Epitranus och familjen bredlårsteklar. Inga underarter finns listade i Catalogue of Life.